# 信丰县
信丰县是中国江西省赣州市所辖的一个县。总面积为2878平方公里，縣政府駐嘉定鎮市政路。
縣名取“人信物豐、因信而豐”之意。

## 历史沿革
唐朝永淳元年（公元682年）析南康县置南安县，是为建县之始。天宝元年（公元724年），因与泉州南安县同名，故改名信丰，取“人信物丰”的含义，沿袭至今。

## 行政区划
信丰县下辖13个镇、3个乡：
嘉定镇、大塘埠镇、古陂镇、大桥镇、新田镇、安西镇、小江镇、铁石口镇、大阿镇、油山镇、小河镇、西牛镇、正平镇、虎山乡、崇仙乡、万隆乡和信丰县工业园。

## 人口
根據第七次人口普查數據，截至2020年11月1日零時，信豐縣市常住人口為673763人。

## 交通
- 105国道、 357国道
- 赣粤高速公路
- 京九铁路
- 赣深客运专线
- 赣深高铁线

## 文化教育

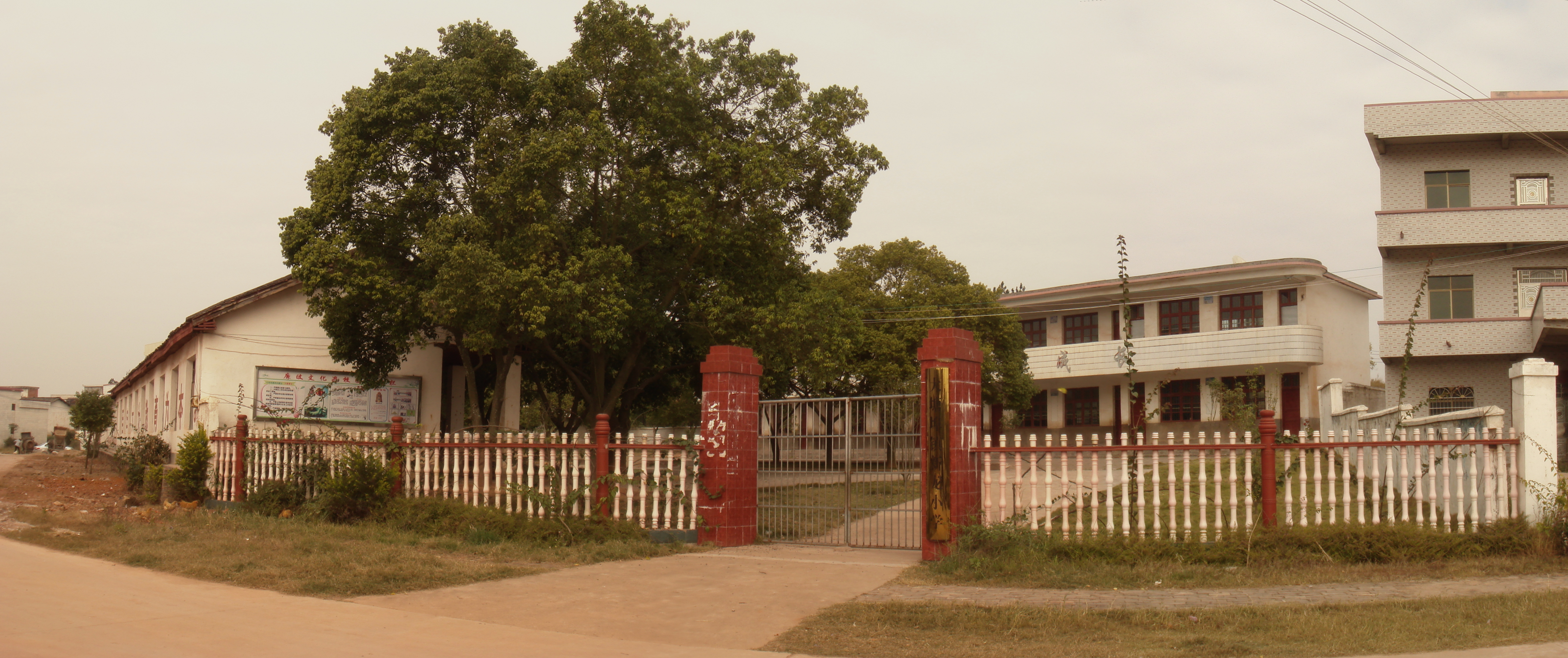
大塘埠镇新龙小学

县內設有信丰中学、信丰二中、信丰三中、信丰四中、五中、六中及七中等中等學校。

## 风景名胜
- 狮子岩
- 大圣寺塔
- 玉带桥
- 仙济岩
- 信丰阁

## 特产
- 脐橙、麦饭石、草菇、萝卜干、红瓜子、萝卜饺、麻辣烫
- 信丰萝卜：中国地理标志产品。